# Régis Blachère
Pour les articles homonymes, voir Blachère.
Régis Blachère, né à Montrouge le 30 juin 1900 et mort à Paris 15e le 7 août 1973, est un orientaliste, islamologue et arabisant français.

## Biographie
Agrégé d'arabe (1924), il est membre de l'Institut (1972), directeur d'études à l'Institut des hautes études marocaines de Rabat (1930-1935), professeur d'arabe à l'École nationale des langues orientales (1935-1950), professeur de littérature arabe du Moyen Âge à la Sorbonne (1950-1970), directeur d'études à l'École pratique des hautes études (1950-1968), directeur de l'Institut d'études islamiques de l'université de Paris (1956-1965), directeur du Centre de lexicographie arabe, associé au CNRS (1962-1971).
On lui doit une traduction critique du Coran (1947) avec un essai de reclassement des sourates dans l'ordre chronologique de leur révélation.

## Publications
- Analecta, Institut français de Damas, Damas, 1975.
- Le Coran, Presses universitaires de France, coll. « Que sais-je ? », no 1245), 2002  (ISBN 2-130-52760-4)
- Dans les pas de Mahomet, Hachette, Paris, 1956.
- Dictionnaire arabe-français-anglais (Langue classique et moderne), G.-P. Maisonneuve, 1960.
- Dictionnaire arabe-français-anglais Arabic/French/English Dictionary - Langue classique et moderne, Maisonneuve et Larose, Paris, 1967.
- Éléments de l'arabe classique, Quatrième édition revue et corrigée, G.-P. Maisonneuve, 1958.
- Exercices d'arabe classique, Adrien Maisonneuve, Paris, 1970  (ISBN 2-7200-1017-0)
- Extraits des principaux géographes arabes du Moyen Âge.
- Grammaire de l'arabe classique, Maisonneuve et Larose, Paris  (ISBN 2-7068-0613-3)
- Histoire de la littérature arabe : des origines à la fin du XVe siècle de J.-C., Volume 1, Adrien Maisonneuve, Paris, 1952,  (ISBN 2-7200-0205-4)
- Histoire de la littérature arabe : des origines à la fin du XVe siècle de J.-C., Volume 2, Adrien Maisonneuve, Paris, 1964,  (ISBN 2-7200-0206-2),  (ISBN 2-7200-0127-9)
- Histoire de la littérature arabe : des origines à la fin du XVe siècle de J.-C., Volume 3, Adrien Maisonneuve, Paris, 1964,  (ISBN 2-7200-0207-0)
- Introduction au Coran, Maisonneuve et Larose,  (ISBN 2-7068-1031-9)
- Le Coran. Traduction selon un essai de reclassement des sourates, G.-P. Maisonneuve, Paris, 1949-1977.
- Le problème de Mahomet - Essai de biographie critique du fondateur de l'Islam, un volume de 135 pages, Presses universitaires de France, Paris, 1952.